# قشر قدامی-جانبی پیش‌پیشانی مغز

مغز انسان‌ها، نیمکره چپ. مناطق ۴۷. ۴۵. ۴۴ برودمن نشان داده شده که مربوط به VLPFC است. (با توجه به اطلس FreeSurfer)

نسخه پر شده تصویر قبل مربوط به VLPFC است که با یک مرز قرمز مشخص شده‌است.

قشر قدامی‌جانبی پیش‌پیشانی مغز که در انگلیسی از آن به عنوان Ventrolateral Prefrontal Cortex یا به اختصار VLPFC یاد می‌شود، قسمتی از قشر پیش‌پیشانی است که در پایین شکنج پیشانی قرار گرفته‌است و از بالا توسط شیار تحتانی پیشانی و از پایین توسط شیار جانبی محدود شده‌است. این ناحیه به نواحی ۴۴، ۴۵ و 47 برودمن نسبت داده شده‌است. متمایزترین کارکرد در بین این ۳ ناحیه نام برده شده، دیده شده‌است. هم‌چنین بین VLPFC سمت راستی و سمت چپی، از نظر کارکرد اختلافات خاصی در فعالیت وجود دارد. تصویربرداری عصبی با بکار گرفتن آزمون‌های شناختی مناسب نشان داده‌اند که VLPFC سمت راستی یک زیرلایه مهم و اساسی در امر کنترل است. در حال حاضر، ۲ نظریه اولیه VLPFC سمت راستی را به‌عنوان یک منطقه کارکردی کلیدی به‌طور برجسته نشان داده‌اند. از یک دیدگاه، جایی که کنترل درگیر پاسخ‌های لغو کردن و مهار حرکت است، VLPFC سمت راستی نقش اساسی در مهار حرکت خواهد داشت. از سوی دیگر، Corbetta و Shulman یک فرضیه پیشرفته مبنی بر این‌که دو شبکه کاملاً متمایز آهیانه‌ای-پیشانی در امر توجه مکانی درگیر هستند که VLPFC سمت راستی یکی از اجزای شبکه توجه قدامی متمایل به راست است که معکوس شدن جهت‌گیری‌ها را تعیین می‌کند. از نقطه نظر این دیدگاه، زمانی که یک اتفاق غیرمنتظره در محیط پیرامون رخ می‌دهد، قشر پیش‌پیشانی جانبی سمت راستی، تحت پوشش پیوندگاه پیشانی-آهیانه‌ای سمت راستی، با لوب کوچک آهیانه‌ای تحتانی تزویج می‌شود؛ این مناطق در امور مربوط به جهت‌گیری دوبارهٔ توجه نسبت به رخدادهای ادراکی که بیرون از حیطه توجه کنونی رخ می‌دهند، دخیل است. هم‌چنین VLPFC یک نقطه پایانی برای مسیر قدامی است که حامل اطلاعات مربوط به مشخصه‌های تحریک است.

## کارکردها
تمامی قسمت‌هایی از VLPFC که در نیم‌کره راست قرار دارد در حین مهار حرکتی نقش اساسی دارند؛ یعنی زمانی که یک شخص در حال راه رفتن است و ناگهان می‌ایستد، VLPFC فعالیت حرکتی در قشر مغز را متوقف یا لغو می‌کند. VLPFC خلفی سمت راستی (ناحیه ۴۴ برودمن) در حین به‌روزرسانی برنامه‌های حرکتی فعال است. VLPFC میانی سمت راستی (ناحیه ۴۵ برودمن)، پاسخگوی نایقینی تصمیم‌ها است.